# Orthanc (logiciel)
Orthanc est un serveur DICOM libre pour l'imagerie médicale,,,,,.

## Historique
Orthanc est issu des recherches du Département de physique médicale du Centre hospitalier universitaire de Liège. Ce logiciel se distingue des autres systèmes de PACS et de VNA libres par sa légèreté et par son interface de programmation de type REST qui permet d'automatiser des flux d'imagerie médicale et d'améliorer l'interopérabilité entre systèmes propriétaires.
Le projet a été nommé au Prix Zénobe 2013 pour l'innovation sociale organisé par la Région wallonne,. Son auteur, Sébastien Jodogne, a remporté le Prix 2014 pour le développement du logiciel libre de la Free Software Foundation le 21 mars 2015. Orthanc a également reçu le Prix 2015 du meilleur projet en santé électronique de la part d'Agoria, la Fédération de l'industrie technologique de Belgique.
En 2015, la société Osimis a été créée pour valoriser commercialement le logiciel. Après plusieurs années d'hésitations, la société a finalement fait faillite en janvier 2024. Depuis 2022, le logiciel est développé par l'UCLouvain et par la société Orthanc Team.
En 2023, le logiciel a été reconnu comme Bien Public Digital.

## Support Linux
Orthanc fait partie du projet Debian-Med (en). Des paquets sont notamment disponibles pour les distributions Linux suivantes : Debian, Ubuntu et Fedora.